# 劉榮春

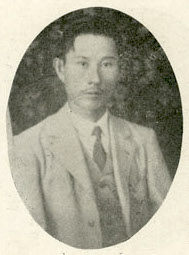
劉榮春

劉榮春（1896年8月15日—1950年），台灣宜蘭人，是日治時期的一位西醫醫師、醫學家。

## 生平

### 早年身世
劉榮春生於1896年，他的父親劉阿鄰於乙未戰爭中喪生，留下母親吳阿有與腹中的劉榮春。母親於其幼年時期改嫁，劉榮春改由經營雜貨買賣的三叔劉錫銘扶養。劉榮春自幼進入四叔劉銘賢所開設的私塾學習《三字經》、《千字文》、《幼學瓊林》以及《四書》等傳統漢文啟蒙教育，私塾的所學以及後來公學校的漢文課程奠定他深厚的漢學基礎。

### 教育歷程
西元1898年（明治三十一年），總督府公佈實施，並於宜蘭街成立首間公學校——宜蘭公學校。1904年，四叔劉銘賢受公學校聘為訓導，劉榮春於同年進入公學校就讀。完成六年的公學校教育後，劉榮春於臺灣總督府國語學校與醫學校之間選擇報考醫學校，但是與蔣渭水、陳土金以及林耀庚等幾位宜蘭出身的醫師前輩不同，劉榮春第一年就以公學校應屆畢業生之身份，於1910年3月如願考上台灣總督府醫學校，開始五年的醫師培養教育。1910年全台灣醫學校報考人數高達512名，預計錄取50名（公費生23名，自費生27名）。宜蘭地區有13人報考，最終錄取3位，劉榮春名列其中（另外二位為蔣渭水與林耀庚）。當時《臺灣日日新報》有對劉榮春等三位錄取醫學校的宜蘭考生有如下所列的小篇漢文報導：
本年醫學校，考試新入學志願者，其中多有學力優秀，堪取及第者。
聞宜蘭有一生，其學力尤為出人頭地，考選者見其文，疑為有所粉本，將稍抑之，旋見其奮取，亦為諸人所不及，遂各以百點與之，其為新學之進步，可見一斑知。
 — 《臺灣日日新報》，〈雜報 · 鶯啼燕語〉，明治四十三年3月6日。
此外，當年醫學校錄取者除了後來投身新文化運動的同鄉蔣渭水之外，尚有後來開設台灣第一所婦產科醫院的醫師高敬遠、臺北醫師呂阿昌以及後來成為好友的臺南醫師黃國棟等。
1915年（大正四年）4月15日，醫學校第十四屆畢業典禮中，他以總成績名列第十九畢業，完成五年的醫學教育。

### 宜蘭行醫
西元1915年（大正四年）4月23日，剛從醫學校畢業的劉榮春與蔣渭水一同分發至宜蘭醫院任職，他在內科主任森滋太郎的手下擔任助手(即住院醫師)，並與第十二屆醫學校畢業的學長陳金波共事四年。1919年，兩人各奔前程，陳金波赴日進修醫學，而劉榮春則離開宜蘭醫院。1916年，蔣渭水離職轉至臺北廳開設「大安醫院」，對外科工作深感興趣的劉榮春因而轉任外科主任坪井二郎的助手。1919年5月6日，劉榮春因為幼年時期的頭部外傷，導致癲癇發作，至府立基隆醫院就醫。於病榻上月餘，他經反覆思考之後，於6月20日離開宜蘭醫院，追隨林人和、蔣振生、林彩雲以及陳茂鑑諸位宜蘭醫界前輩的腳步，他們於實習之後自行在宜蘭街、羅東街一帶開業行醫。劉榮春所開設的醫院為礁溪第一所西醫醫院，包含全科治療。由於劉榮春代表新式醫學所訓練出的醫師，因此受到當地臺灣人的信任與尊重，一般而言，連日本人也十分看重台籍醫師的診療。

### 婚姻家庭
1922年（大正十一年）3月12日與林阿罕結婚。林阿罕來自淇武蘭、出身當地望族，她的家族和清代礁溪的開發史有密切的關係，高祖父林應獅嘉慶年間來台開墾。

### 文獻
•《勇敢－劉榮春人生紀實》(2014.9)
- 日治初期台灣醫師養成教育之研究－以劉榮春為例（PDF） （页面存档备份，存于）